# 2010 (szám)
A 2010 (római számmal: MMX) egy természetes szám.

## A szám a matematikában
A tízes számrendszerbeli 2010-es a kettes számrendszerben 11111011010, a nyolcas számrendszerben 3732, a tizenhatos számrendszerben 7DA alakban írható fel.
A 2010 páros szám, összetett szám, kanonikus alakban a 21 · 31 · 51 · 671 szorzattal, normálalakban a 2,01 · 103 szorzattal írható fel. Tizenhat osztója van a természetes számok halmazán, ezek növekvő sorrendben: 1, 2, 3, 5, 6, 10, 15, 30, 67, 134, 201, 335, 402, 670, 1005 és 2010.
Huszonegyszögszám.
Érinthetetlen szám: nem áll elő pozitív egész számok valódiosztóösszeg-függvényeként.
Praktikus szám.